# 浑源会馆旧址
浑源会馆旧址，位于山西省太原市杏花岭区杏花岭街道西华门社区精营西边街22号。

## 保护
2011年12月31日，浑源会馆旧址公布为第三批太原市文物保护单位。